# Ely
Ely je škofovsko mesto in civilna župnija v Cambridgeshire, Anglija, ki leži 23 km severovzhodno od Cambridgea in približno 129 km po cesti iz Londona. Etheldred je v Elyu ustanovil samostan leta 673. Samostan je bil uničen v letu 870 ob napadu Dancev. Obnovil ga je Ethelwold, škof Winchesterski leta 970. Gradnja stolnice se je začela leta 1083 s prvim normanskim škofom Simeonom. Osmerokotnik arhitekta Alana of Walsinghama, zgrajen v ladijskem prehodu med letoma 1322 in 1328 je, po mnenju arhitekturnega zgodovinarja Nikolausa Pevsnerja, »največji individualni dosežek arhitekturnega genija v stolnici Ely«. Gradnja se je nadaljevala do razpustitve samostana leta 1539 v času reformacije. Stolnica je bila obnovljena med letoma 1845 in 1870 po načrtih arhitekta Georga Gilberta Scotta. Kot sedež škofije je Ely dolgo veljal za mesto; leta 1974 mu je bil priznan status mesta s kraljevo listino.
Ely je zgrajen na 60 km² otoka Kimmeridge Clay, na katerem je 26 m najvišja kota zemljišča v Fensu. Zaradi te topografije Ely ni bil preplavljen z vodo kot okoliška Fenlandija in je bil otok, ločen od kopnega. Velike reke, Witham, Welland, Nene in Great Ouse so ustvarjale močvirje vse dokler jih niso začeli v 18. stoletju drenirati, oblikovati sladkovodna močvirja in barja, v katerem je bila šota. Ko so bila barja izsušena, je ta šota ustvarila bogato in rodovitno zemljo, idealno za kmetovanje. V mestu obstajata dve zadevi posebnega znanstvenega pomena: nekdanji kamnolom Kimmeridge Clay in eden najboljših preostalih primerov srednjeveškega grebenskega in brazdnega kmetijstva v Združenem kraljestvu (angleško ridge and furrow).
Gospodarstvo v regiji je predvsem kmetijstvo. Preden so se izpraznila nizka barja, so želi protje (vrbe) in šaš in pridobivali šoto, pomembne aktivnosti so bile ribolov jegulj. Mesto je bilo središče lokalne lončarske proizvodnje več kot 700 let, z znano keramiko. Skozi mesto poteka rimska cesta, Åkeman Street; južni konec je na Ermine Street v bližini Wimpole, njen severni konec je na Brancaster. Obstaja malo neposrednih dokazov rimske zasedbe, čeprav so v bližini rimske naselbine, kot so v Litle Thetford in Stretham. 
Med Elyjem in Cambridge je od leta 1753 obstajala cestna povezava za kočije, ki je bila izboljšana leta 1769 kot cestninska cesta. Današnja A10 poteka v isti trasi. Ely ima železniško postajo zgrajeno leta 1845 in je zdaj železniško vozlišče različnih prog.
King's School je šola, ki jo je ustanovil Henrik VIII. Angleški s kraljevo listino leta 1541; šola trdi, da je obstajala že od leta 970. Henrik I. Angleški je podelil mestu prvi letni sejem; Saint Audrey's (Etheldreda) je sedem - dnevni dogodek od 10. oktober 1189; beseda tawdry izvira iz poceni čipke, ki se je prodajala na tem sejmu. Današnji letni dogodki so še Festival jegulj v maju, ustanovljen leta 2004, in ognjemet v Ely parku, prvič predstavljen leta 1974. 

## Izvor imena
Izvor in pomen imena Ely je bilo vedno nejasen in za raziskovalce krajevnih imen še vedno sporen. Najstarejši zapis imena je v latinskem besedilu Historia ecclesiastica Gentis Anglorum, kjer je Beda Častitljivi (672./3 – 735) napisal Elge. To je očitno nelatinsko ime in v poznejših latinskih tekstih skoraj vsi uporabljajo obliko Elia, Eli ali Heli. V stari angleščini in v Anglosaški kroniki pa uporabljajo Elig.
Walter William Skeat trdi, da izvira ime Ely od tega, kar on imenuje »O[ld] Northumbrian« ēlġē, kar pomeni 'območje jegulj'. Teorija je, da se je ime nato razvilo kot ēliġē kar razlagajo da pomeni 'jegulji otok'. To razlago so sprejeli tudi Reaney, Ekwall, Mills in Watts. Vendar težave ostajajo.

## Zgodovina

### Prazgodovina
1,6 km severno od mesta je zelo pomembno paleoontološko najdišče Roswell Pits. Jurski Kimmeridge Clays so pridobivali v 19. in 20. stoletju za proizvodnjo keramike in vzdrževanje rečnih nasipov. Pri tem so našli mnogo primerov amonitov, belemitov in školjk in celo skoraj popoln primer Pliozavra.
Obstaja nekaj dokazov iz poznega mezolitika do bronaste dobe, kot neolitska orodja iz kremena, bronasta sekira in konica. Nekoliko več je ostankov iz železne dobe in dobe Rimljanov. Ob cesti West Fen je bila odkrita domačija iz pozne železne dobe do zgodnjega rimskega obdobja in nekaj rimske keramike v bližini stolnice na Paddocku. V Litle Thetford, 5 km južno je bila rimska naselbina, vključno s pečjo zgrajeno nad starejšo železnodobno.

### Srednji vek in zgodnja moderna doba
Začetki kraja temeljijo na samostanu iz leta 673, 1,6 km severno od vasi Cratendune na otoku Ely, pod patronatom sv. Eteldrede, hčere kralja Anna (kralj vzhodne Anglije). Sveta Eteldreda (znana tudi kot Æthelthryth) je bila kraljica, ustanoviteljica in opatinja Elyja. Leta 673 je zgradila samostan na mestu današnje stolnice Ely. Ta prvi samostan je bil uničen leta 870 od danskih napadalcev in obnovljen za Eteldredo leta 970 od Ethelwolda, škofa Winchesterskega. Opati Elya so potem v regiji nabrali takšno bogastvo, da so postali »drugi najbogatejši samostan v Angliji«. Prvi normanski škof Simeon, je začel graditi stolnico leta 1083. Osmerokotnik je obnovil Alan of Walsingham med letoma 1322 in 1328 po razpadu prvotnega ladijskega prehoda 22. februar 1322. Ta osmerokotnik velja za »eno od čudes srednjeveškega sveta«. Arhitekturni zgodovinar Nikolaus Pevsner meni, da je osmerokotnik »užitek od začetka do konca za vsakogar, ki čuti prostor tako močno kot gradnjo« in »največji individualni dosežek arhitekturnega genija v stolnici Ely«. To je stolnici dalo značilno obliko in si je prislužila vzdevek Ladja barja. Gradnja se je nadaljevala do razpustitve samostana leta 1539 med reformacijo. Stolnico je med letoma 1845 in 1870 z naklonjenostjo obnovil arhitekt George Gilbert Scott. Kot sedež škofije je Ely dolgo veljal za mesto; leta 1974 je bil status mesta podeljen s kraljevo listino.
Cherry Hill je grad v Elyu, ki je spomenik normanske gradnje v Britaniji. Podoben je gradu v Cambridgeu. S 76 m premera in 12 m visoko citadelo, tipa mota (motte and bailey) mislijo, da ga je kralj Viljem Osvajalec zgradil za obrambo otoka pred uporniki, kot je bil grof Morcar in ljudski junak Hereward the Wake. To je prvo poslopje gradu iz okoli leta 1070.
Po prihodu Marije I. Angleške na prestol leta 1553, je začel svoja prva učinkovita prizadevanja za uveljavitev katoliških reform v Angliji papež Pavel III. V tem času, ki je postal znan kot Marijino preganjanje, sta bila dva moža iz Wisbecha, stražnik William Wolsey in slikar Robert Pygot, »obtožena, da nista ... sumila, da sta telo in kri Jezusovo kruh in vino zakramenta«. Za to krščansko herezijo so obsodili škofijskega kanclerja Johna Fullerja 9. oktobra 1555. Dne 16. oktobra 1555 so ga zažgali na grmadi »verjetno na Palace Green pred stolnico«. V knjigi o Elyu, objavljeni leta 1990, Blakeman  piše, da »dovoljenje ni bilo dano« za spominsko ploščo na ta mučeniški dogodek na Palace Green. V letu 2011 je bila postavljena na severovzhodnem vogalu Palace Green plošča od mesta Ely.
Oliver Cromwell je živel v Elyju od 1636 - 1646 po tem, ko je podedoval nepremičnine iz 16. stoletja - danes Oliver Cromwell House, in položaj lokalnega pobiralca davkov od materinega brata, sira Thomasa Stewarda. Cromwell je bil eden od guvernerjev Thomas Parsons' Charity, ki sega v leto 1445 in je bil ustanovljen s kraljevim odlokom, ki ga je izdal Karel I. Angleški. Ustanova še vedno zagotavlja nepovratna sredstva in stanovanja zaslužnim lokalnim prosilcem.

### Viktorijanstvo in regeneracija 20. stoletja
Stolnica v Elyu bila »prva velika stolnica, ki jo je bilo treba temeljito obnoviti«. Delo se je začelo leta 1845 in je bilo končano skoraj trideset let kasneje. Večino dela je opravil arhitekt George Gilbert Scott. Samo tlak labirinta, ki se nahaja v njej, je bil nameščen pod zahodni stolp iz leta 1870.
Že več kot 800 let so bile stolnica in z njo povezane stavbe zgrajene na vzpetini visoki 21 m v bližini barja, in so vizualno vplivale mesto in njegovo okolico. Geograf John Jones je leta 1924 poročal, da »se s strehe King's Chapel v Cambridgeu, na jasen dan, na obzorju vidi stolnica v Elyu, 26 km oddaljena, kot izraz ravninskosti nizkega barja«. Leta 1954 je arhitekturni zgodovinar Nikolaus Pevsner napisal »ali po Elyu hodiš peš ali na kolesu, ali pa se voziš v odprtem avtomobilu, stolnica dominira daleč naokoli ... in ponuja od vsepovsod drugačen pogled kot katera koli druga angleška stolnica«. Lokalna zgodovinarka Pamela Bakeman poroča, da »združene okoli stolnice ... je največja zbirka srednjeveških zgradb še vedno v vsakodnevni uporabi v tej državi«.
Kot sedež škofije so Ely vedno imenovali mesto, čeprav je dobil formalen status mesta šele 1. aprila 1974 s kraljičinim odlokom. S 15.102 prebivalca se uvršča med najmanjša mesta v Angliji.
Henrik III. Angleški je odobril trške pravice škofu Elyja 9. aprila 1224, čeprav je bil Ely trgovski center že pred tem. Sedanji tedenski tržni dnevi so v četrtek in soboto in sezonski trgi potekajo mesečno ob nedeljah, praznični ponedeljkih pa od velike noči do novembra. Mesto leži ob reki Great Ouse, ki je bila pomembna transportna pot, dokler v osemnajstem stoletju niso bila izsušena nizka barja in Ely ni bil več otok. Reka je zdaj priljubljena za čolnarjenje in ima veliko marino.

## Uprava

### Svobodni Ely
Samostan v Elyu je bil eden od mnogih, ki so bili ustanovljeni z reformami kralja Edgarja Miroljubnega (943-975). "Poseben in starodavno" čast in svoboščine je dal Elyu z listino, ki je bila namenjena davčnim privilegijem, razlagali pa so jo tudi tako, da je podelil poznejšim škofom avtoriteto in moč vladarja. Te pravice je ponovno potrdil v listinah Edvard III. Spoznavalec in kasneje Viljem Osvajalec. Otok Ely je bil omenjen v nekaterih zakonih kot okraj palatinat, z določenimi kraljevskimi privilegiji škofov in pravosodnega organa, ki običajno pripadajo vladarjem. Te škofovske pravice niso bile v celoti ukinjene do leta 1837.

### Lokalno vodstvo
Od 1889-1964 je otok Ely vodil svet okrožja, obsegal je mesto in okolico. Med letoma 1965 in 1974 je mesto upravljal svet okrožja Cambridgeshire in Isle of Ely. Od leta 1974 je bil Ely del vzhodnega Cambridgeshirea ne-metropolitanskega območja in je sedež združeval z Huntingdonom in Peterboroughom po Zakonu o lokalni samoupravi iz leta 1972. Mesto je razdeljeno na štiri od četrti: Ely jug, vzhod in zahod - vsak, prispeva dva svetnika - in Ely sever, ki ima tri svetnike. 

## Geografija

### Geologija in topografija
Zahodni Cambridgeshire je sestavljen iz apnencev iz jurske dobe, medtem ko je vzhodni del sestavljen iz krede (zgornji mezozoik), lokalno poznane kot clunch.  Med tema dvema velikima formacijama, visoka tla otoka Ely tvorijo kamnine spodnje krede, znane kot Lower Greensand,  ki so pokrite s trdno glino; vsa lokalne naselja, kot so Stretham in Littleport, so na podobnih otokih. Ti otoki se dvigajo nad okoliško ravnico, ki predstavlja največjo planoto Britanije iz jurskega obdobja, delno konsolidirane gline in mulja. Sloj gline Kimmeridge se potaplja zahodno v osnovo Lower Greensand na izpostavljenem območju približno 2 km južno od Ely v jamah Roswell. Lower Greensand je delno pokrit z ledeniškimi nanosi, ki tvorijo najvišjo točko v vzhodnem Cambridgeshireu,  to je 26 m nadmorske višine.
Nizko ležeča barja, ki obkrožajo otok Ely, so bila oblikovana pred 17. stoletjem, kot zamenjava za svežo vodo in vdor morske vode. Velikih reke v regiji so Witham, Welland, Nene in Great Ouse in odcejajo površino približno 16.000 km² - petkrat več, kot nizka barja. Defoe je leta 1774 opisal nizka barja kot "ponor nič manj kot trinajst okrajev".  Šota je nastajala v močvirjih sveže vode in mulj v morski vodi. Francis Russell, grof Bedfordski, ki ga je podpiral parlament, je financiral izsuševanje močvirij v 17. stoletju, pod vodstvom nizozemskega inženirja Corneliusa Vermuydena; nizka barja še dandanes drenirajo.

### Klima
S povprečno letno količino padavin 600 mm, je Cambridgeshire eno izmed najbolj sušnih okrožij na Britanskem otočju. Zavarovan pred hladnimi kopenskimi obalnimi vetrovi vzhodno od regije, je v Cambridgeshireu toplo poleti in hladno in ledeno v zimskem času. Regionalno napovedovanje vremena in zgodovinski podatki so na voljo pri Meteorološki službi Združenega kraljestva. Najbližja vremenska postaja je v Cambridgeu. Dodatne lokalne vremenske postaje sporočajo podatke na internetu.

## Demografija
V Domesday book iz leta 1086 je bilo zapisano 110 gospodinjstev, ki so v glavnem  podeželska. Leta 1251 je raziskava pokazala povečanje za 345 gospodinjstev, kar je povezano z začetkom urbanega življenja, še vedno pa prevladuje podeželje. Do 1416 je bilo 457 naseljenih gospodinjstev v mestu in mnoge ulice so bile razporejene tako kot so danes. Glej tudi kartografski načrt Johna Speeda iz leta 1610. Leta 1563 je bilo 800 gospodinjstev in 3000 prebivalcev.
| Število prebivalcev Elya po letih |       |       |       |        |       |       |       |        |        |        |        |
| Leto                              | 1801  | 1811  | 1821  | 1831   | 1841  | 1851  | 1861  | 1871   | 1881   | 1891   | 1901   |
| Štev. prebivalcev                 | 3.948 | 4.249 | 5.079 | 6.189  | 6.849 | 7.632 | 7.982 | 8.166  | 8.171  | 8.017  | 7.803  |
| Leto                              | 1911  | 1921  | 1931  | 1941   | 1951  | 1961  | 1971  | 1981   | 1991   | 2001   | 2011   |
| Štev. prebivalcev                 | 7.917 | 7.690 | 8.381 | [ 16 ] | 9.988 | 9.803 | 9.966 | 10.392 | 11.291 | 15.102 | 20.256 |
| Census: 1801–2001 2011            |       |       |       |        |       |       |       |        |        |        |        |

## Gospodarstvo
Kot otok obdan z močvirji in morjem, je bil pomemben ribolov jegulj, saj je bila to hrana in prihodek za opata in njegove bližnje stanovalce. Pred obsežnim in večinoma uspešnim izsuševanjem močvirij v sedemnajstem stoletju, je postal Ely trgovsko središče za blago izdelano iz vrbe, trsa in rogoza in lovom na divje ptice, ki je bila glavna dejavnost lokalnih prebivalcev. Šoto so uporabljali kot gorivo in kot je gradbeni material. Glina izkopano iz lokalnega okolja so uporabljali za vzdrževanje rečnih bregov in glino Kimmeridge v Roswellovih jamah pa za izdelavo lončarskih izdelkov. Edini mineral je bil gramoz za agregat, pa tudi kreda, glina za opekoe (Ampthill in Kimmeridge glina), fosfat (iz Woburn Sands, Gault in Cambridge Greensand), pesek in gramoz ter šota so v preteklosti proizvajali v manjšem obsegu.
Gomolji fosfatov iz lokalnega koprolita so izkopali v okolici Ely med letoma 1850 in 1890 in ga uporabljali kot gnojilo. Ta industrija je predstavljala znatno zaposlovanje lokalne delovne sile. Ena največjih tovarn sladkorne pese v Angliji je bila odprta v Prickwillow, 3 km od centra Elya, leta 1925. Leta 1981 so tovarno zaprli, čeprav sladkorno peso še gojijo na lokalni ravni.
Lončarstvo je bilo v Ely znano od 12. stoletja do leta 1860. Kot kažejo zapisi je okoli 80 ljudi imelo svojo lončarsko delavnico trgovino. "Posoda Babylon" je ime za keramiko izdelano v enem delu Elya. Imenuje se tako zato, ker so bili lončarji iz območja odrezani od centra zaradi preusmeritve reke Great Ouse okoli leta 1200; v sedemnajstem stoletju je to območje postalo znano kot Babilon. Čeprav razlog za ime ni jasen, je bilo od leta 1850 v uradni rabi na zemljevidih. 

## Kultura

### Letne prireditve
Letni sejmi so potekali v Ely od dvanajstega stoletja. Sedem dnevni sejem Saint Audrey (Etheldreda's), je potekal pred in po 23. juniju in ga je prvič uradno določil Henrik I. opatu in samostanu 10. oktobra 1189. Na tem sejmu so prodajali poceni ogrlice, narejene iz svile svetlejše barve, imenovane " tawdry lace " (cenene čipke). "Cenen" v zvezi s "Saint Audrey" zdaj pomeni "nanaša se na poceni in kičasto". Dva druga sejma sta 15. dnevni festival Sv. Lamberta, prvič podeljen leta 1312 in 22 dnevni praznik Vnebovzetja, prvič podeljen leta 1318. Festival Sv. Lamberta se je končal v osemnajstem stoletju. St. Etheldreda in praznik Vnebovzetja sta še aktualna, se je pa število dni precej zmanjšalo, spremenili so se tudi datumi.
Današnje letni dogodki so še Aquafest, ki ga uprizarjajo na reki prvo nedeljo v juliju od leta 1978. Zanimiv je Eel Day s pustno povorko in letni ognjemet v Ely Park, prvič uprizorjena leta 1974. Folk Festival Ely poteka v mestu od leta 1985. Hortikulturno društvo organizira veliko jesensko razstavo od  leta 1927.

### Pobratena mesta
Od septembra 1956 je Ely pobraten z mestom Ribe, dansko najstarejše mesto in del okrožja  Esbjerg. Zlato obletnico pobratenja so praznovali leta 2006. Izmenjava obiskov je vsaki dve leti.

## Znamenitosti

### Vojni spomeniki
Top, ujet med krimsko vojno pri obleganju Sevastopola (1854-1855), je mestu Ely podarila kraljica Viktorija leta 1860 in je na Palace Green, zahodno od stolnice. Top je bil izdelan v tovarni Alexandrovski leta 1802, ima serijsko številko 8726, kaliber je 14 kg, teža je 252 pudov (ruska enota za maso primerljiva s 16,38 kg) ali približno 4100 kg. Top je nameščen na železnem transportnem vozičku, znan kot Sistem Venglov 1853. 

### Pomembne stavbe
V Ely je več pomembnih stavb, ki so, glede na zakonodajo oziroma zaščito, razdeljene v tri skupine: 23 jih je v skupini I., šest v skupini II*. in 153 v skupini II.
Cherry Hill z gradom, južno od stolnice so ostanki iz normanskega obdobja. Najstarejši zapis o tem gradu, 12 m visokem, 76 m premera, je iz časa Henrika I. Dve bolnišnici iz 12. stoletja, St. Marija Magdalena ustanovljena 1172 in sv. Janeza Krstnika ustanovljena okoli leta 1200 sta bili na mestu, kjer so zdaj štiri kmetije ter golobnjak. Datumi izgradnje še niso znani, vendar ostanki kažejo na okoli 1175 - 1185.  Škof Northwold je združil obe bolnišnice leta 1240. Stanje ostankov so ocenili 23. septembra 1950.
John Alcock, škof Elyja in ustanovitelj Jesus College v Cambridgeu, je zgradil škofovsko palačo med letoma 1486 in 1500. »Osupljivo velika« platana je bila posajena leta 1680 in še vedno raste na vrtu. Je ena največjih v Angliji. Benjamin Lany, škof Elyja od leta 1667 do 1675, je porušil velik del Alcockove stavbe in zgradil večino današnje. Stoji blizu zahodnega konca stolnice, nasproti prvotne vasi, zdaj imenovan Palace Green.
St. Mary Vicarage, bolj znana kot Cromwellova hiša, je stavba iz 16. stoletja, z nekaj kamnitimi oboki iz okoli 1380. Plošča na sprednjem delu hišnih kaže, da je to »Cromwell House, rezidenca Oliverja Cromwella 1636-1647, ko je bil pobiralec desetine«. Med letoma 1843 - 1847 je bila hiša odprta za javnost in obnovljena leta 1905, ko je dobila svojo polleseno podobo. Hiša je bila kot turistično informacijski center odprta 6. decembra 1990. Nekdanji zapor je 17. stoletja in je danes muzej. Tu so še nekatere druge stavbe iz 13. stoletja, v katerih so danes muzejske zbirke.
Lamb Hotel stoji na vogalu Lynn Road in High Street 91 m severozahodno od stolnice. Postavljen je bil kot gostišče v letih 1828 in 1829. Imel je prostor za 30 konjev in dva kočijaža. Leta 1906 je imel pet spalnic za najem, 15 sob za podnajemnike, prostor za 15. konj in 12 vozil. V letu 2007 je imel 31 sob za goste. Trdijo, da je bilo gostišče na tem kraju že v času škofa Fordhama med letoma 1416 in 1417.  Drugi trdijo, da je obstajalo gostišče na mestu leta 1690, vendar ne prej.
Sodišče je bilo v mestu zgrajeno leta 1821 in je nadomestilo prejšnji sodišče v Shire Hall. Prenehalo je delovati leta 2011 kot del ukrepov centralne vladne, ki je zaprla 93 sodišč po vsej Angliji in Walesu.

### Pomembna lokacija
Nekdanji kamnolom Kimmeridge Clay v Roswellovh jamah, 1,6 km jugozahodno od stolnice, je danes naravni rezervat in mesto posebnega znanstvenega pomena (SSSI). Drevesa v Abbey parku je posadil na Mount Hillu v 1779 James Bentham, kanonik v Elyju. Grad, ki je nekoč stal na Mount Hillu, se je preimenoval v Cherry Hill po drevesnih nasadih, ki jih je zasadil Bentham. Chettisham Meadow, srednjeveški grebenasti in brazdasti travniki in pašniki okoli 1 km severno od središča mesta so eno od najboljših britanskih preostalih primerov tovrstnega kmetijstva, tukaj rastejo tudi zaščitene vrste, kot so kukavičevke Green-winged (Anacamptis morio).

### Stolnica
Stolnica Ely ali cerkev Svete in nedeljene Trojice, je znana tudi kot Močvirska ladja (Ship of the Fens), ime se zgleduje po njenih zvonikih, ki obvladujejo panoramo nizko ležečih mokrišč znanih kot Fens. Škofija Ely je bila ustanovljena leta 1108 iz škofije Lincoln. Gradnjo stolnice je začel William Osvajalec leta 1083, končana je bila leta 1189, po 116 letih. Dne 22. februar 1322 je bila v času obnavljanja poškodovana, verjetno zaradi znižanja podtalnice, se je zrušil zvonik na križišču ladij, nakar so ga zgradili kot osmerokotnik. Stolnica je bila končana leta 1351. John Wesley je ob obisku 22. novembra 1774 napisal, da »je stolnica ena najlepših, kar sem jih videl. Zahodni zvonik je izjemno velik in ladja ima neverjetno višino«.
Škofija Ely pokriva 1507 3903 km², 641.000 ljudi (stanje 2011) in 335 cerkva. To je okrožje Cambridgeshire, razen dela Peterborougha in treh župnij na jugu, ki so v škofiji Chelmsford. Škofija Ely pokriva  tudi zahodni del Norfolka, nekaj župnij v Peterborough in Essexu in eno v Bedfordshireu.

### Druge cerkvene stavbe
Cerkev sv. Marije, posvečen škofu Evstahiju, je stavba iz začetka 13. stoletja, z zvonikom iz okoli leta 1300 in z osmimi zvonovi. Cerkev je bila v veliki meri obnovljena v začetku leta 1877.
Rimskokatoliška cerkev sv. Eteldrede v Egremont Street, sega v leto 1891. Metodistična kapela v Chapel Street, je bila zgrajena leta 1818 in je bila obnovljena leta 1891. Baptististična kapela Salem je bila zgrajena leta 1840. Cerkev svetega Petra na Broad Street je bila zgrajena leta 1890, arhitekt je bil James Piers St Aubyn.

## Promet

### Železnica
Železniška postaja Ely, na liniji Fen Line, je glavno železniško vozlišče s Cambridgem, odprta v letu 1845. Pet glavnih železniških prog - razen nekdanje Ely and St. Ives - izhaja iz tega vozlišča. Severna proti Kings Lynn, severozahodna do Peterborougha, vzhodna v Norwich, jugovzhodna proti Ipswichu in južna v Cambridge in London.

### Ceste
Rimska cesta, imenovana Akeman Street, je bila dokumentirana v Ermine Street v bližini naselja Wimpole skozi Cambridge, Stretham in Ely, do Brancasterja skozi Denver. To ni ista cesta kot je bila glavna rimska cesta z imenom Akeman Street, ki se je začela v Verulamiumu (jugozahodno od St. Albansa), nato preko Tringa in Aylesburyja speljana blizu Alcestera. V zapisu škofa Johna Fordhama iz Elya v letih 1416-1417, je vzhodno - zahodna Akermanstrete ali Agemanstrete, zdaj del vzhodno-zahodne Egremont Street. Akeman Street bi bila usmerjena sever-jug skozi sredino Elya, zato vzhodno-zahoda  Egremont Street ne more imeti rimska cesta.  Podan je predlog, da se cesta Wimpole - Brancaster imenuje "Akerman", kar je bilo pridobljeno od zgodovinarjev, brez utemeljitve, od Acemanes-ceastre, starodavnega imena za Bath.
Srednjeveški računovodja, Kliment Thetford je opravil sam ali drugi zanj, veliko potovanj med letoma 1291 in 1292, kot je razvidno iz njegovih evidenc v samostanu Ely, kjer opisuje kam in kako daleč je potoval te s kakšnim namenom. Predvsem je ukupoval stvari, ki so bile potrebne v zakristiji, pa tudi zaradi plačila davkov. Nekatere ali dele teh potovanjih je opravil po reki.
Zgodovinar osemnajstega stoletja Edmund Carter je v svoji History of the County of Cambridge &c. iz leta 1753 opisal trikrat tedensko pot s kočijo "za udobno pošiljanje in sprejemanje pisem in majhnih pošiljk" iz Lamb Inna, Ely, do pošte v Cambridge. V letu 1760 je častiti James Bentham, zgodovinar in kanonik v Elyu, spodbujal cerkvene oblasti in meščane Elya, da uporabljajo cestninsko cesto med Elyjem in Cambridgem, izboljšave so se začele leta 1769. V 18. stoletju je obstajala londonska kočijaška linija King'S Lynn, ki jo je dokumentiral takratni direktor pošte John Cary, ki je šla skozi Ely s postankom pri Lamb Inn, trenerski gostilni, od leta 1753 pa Lamb Hotel. Cary je izmeri razdaljo od Londona do Elya 108 km. Danes cesta A142 iz Newmarketa do Chatterisa pelje med vzhodom in zahodom, južno od mesta.
Ely je na trasi sever-jug od Londona do Kings Lynn povezan s cesto A10; jugozahodna obvoznica mesta je bila zgrajena leta 1986. Predlog za jugovzhodno obvoznico v trasi A142 je vključen v večje sisteme Cambridgeshire. Obvoznica bi bila namenjena zmanjšanju zastojev v Ely in obvozu prenizekega objekta na King'S Lynn železniški progi. Predlog za obvoznico je šel v javno obravnavo v oktobru 2011. Oblast je napovedala, da bodo lahko financirali nekatere stroške gradnje (ocenjene na 28 milijonov ₤) s prispevki investitorjev, ki želijo zgraditi nakupovalni center v bližini predlaganih poti.

### Reke
Reka Great Ouse teče skozi jugovzhodni del mesta. Kralj Knut Veliki (Knud II. den Store) je prispel na Ely z ladjo za očiščenje Marije; "Ko so se približevali ozemlju Elya, je kralj vstal sredi svojih mož in upravljal čolnarje, da bi prišli v majhno pristanišče pri polni hitrosti".  Arheološka izkopavanja v letu 2000, med Broad Street in sedanjo reko so pokazala umetno zmanjšanje kanalov "pravokotno na prvotno reko" kar kaže na "očitno del srednjeveškega pristanišča Ely". Leta 1753 poroča Carter, da je "za prevoz potnikov in težjega blaga v in iz Cambridgea" čoln zapustil Ely vsak torek in petek proti Cambridgeu; za 32 km je porabil šest ur.

## Znameniti meščani
- Nekdanja bolnišnica RAF s sedežem v Elyu je pomenila, da se je veliko otrok rodilo staršem, ki so služili v RAF. Med njimi je bila zmagovalec Rugby World Cup 2003 Clive Woodward iz nacionalne ragbijske ekipe.
- Avstralski emigrant, igralec Guy Pearce,
- Igralec Simon MacCorkindale.
- Svetovni rekorder v poletu z žirokopterjem Ken Wallis je bil rojen v Ely.
- Drugi pomembni ljudje iz Ely so: The Sisters of Mercy, pevec Andrew Eldritch in novinar Chris Hunt.  Pisatelj kriminalk Jim Kelly in večkrat nagrajena pesnica Wendy Cope  trenutno živita v mestu.